# Пратолунго (Гросето)
Пратолунго је насеље у Италији у округу Гросето, региону Тоскана.
Према процени из 2011. у насељу је живело 48 становника. Насеље се налази на надморској висини од 470 м.